# اونترایشنباخ
اونترایشنباخ (به آلمانی: Unterreichenbach) یک شهر در آلمان است که در Calw واقع شده‌است. اونترایشنباخ ۲٬۳۰۶ نفر جمعیت دارد.